# Euphorbia ambacensis
Euphorbia ambacensis es una especie fanerógama perteneciente a la familia Euphorbiaceae. Es originaria de   Angola.

## Taxonomía
Euphorbia ambacensis fue descrita por Nicholas Edward Brown y publicado en Flora of Tropical Africa 6(1): 1041. 1913.
Etimología
Euphorbia: nombre genérico que deriva del médico griego del rey Juba II de Mauritania (52 a 50 a. C. - 23), Euphorbus, en su honor – o en alusión a su gran vientre –  ya que usaba médicamente Euphorbia resinifera. En 1753 Carlos Linneo asignó el nombre a todo el género.
ambacensis: epíteto